# Stoke City F.C.
Stoke City Football Club je angleški nogometni klub iz mesta Stoke-on-Trent. Ustanovljen je bil leta 1863 kot Stoke Ramblers in je takoj za Notts Countyjem drugi najstarejši angleški klub, pa tudi drugi najstarejši ligaški klub na svetu, ki še vedno obstaja.
Od sezone 2008/09 ponovno igra v Premier Ligi, po 23-letnem igranju v 2. diviziji. Nadimek nogometašev je The Potters (lončarji), zaradi mestne lončarske industrije. Prvo večjo trofejo je Stoke City osvojil leta 1972, ko je v finalu ligaškega pokala z 2-1 premagal Chelsea. Domače tekme od leta 1997 igra na stadionu Britannia Stadium, ki sprejme 27.740 gledalcev.